# Abraha
Abraha, abesinski vojskovodja, * prva polovica 6. stoletja, † 570.
Abraha je bil aksumitski krščanski podkralj Kraljevine Aksum in pozneje postal samooklicani kralj Sabe (današnji Jemen).
Najbolj je poznan po omembi v suri Slon; po kateri je v letu slona vodil vojaško ekspedicijo proti plemenu Kurejši v Meki.